# 司馬乂
司馬 乂（しば がい、咸寧3年（277年）- 永安元年1月27日（304年3月19日））は、西晋の皇族で八王の乱の八王の一人。字は士度。武帝司馬炎の第17子。生母は審美人。
他の諸王らと共に大叔父の司馬倫の打倒に協力、次いで従兄弟の司馬冏を打倒し功を挙げたが、自身は専横を行わず政治の実権は異母弟の司馬穎に一任した。しかしさらなる権力の増大を望む司馬穎と、朝権を奪い損なった族父の司馬顒が共同して乱を起こすと、恵帝を奉じて鎮圧に当たったものの、最後は別の族父である司馬越の裏切りにより敗北して処刑された。

## 生涯

### 若き日
太康10年（289年）11月、長沙王に封じられた。太熙元年（290年）、父の武帝が崩御すると、司馬乂は15歳に満たなかったにも拘らず、通常の儀礼の範疇を超えるほどに、亡父を敬慕する様を示した。やがて同母兄の楚王司馬瑋が喪の為に洛陽へ到来すると、各々の諸侯王はみな近路にて彼を出迎えたが、ただ司馬乂だけは司馬炎の陵墓へ赴き、号慟（大声を挙げて悲しみ嘆く事）しながら司馬瑋の到来を待ったという。
恵帝が即位した後の元康元年（291年）6月、司馬瑋は皇后の賈南風と結託して政変を起こし、恵帝から密詔を得たと偽称して太宰・汝南王司馬亮・太保衛瓘の誅殺を宣言した。司馬乂は兄が詔を得たという発言を信じ、その企みに協力して東掖門の制圧に当たった。だが、司馬亮らが殺害された後、ある人が騶虞幡（晋代の皇帝の停戦の節）を持ってきて、司馬瑋が詔を偽造して独断で両者を殺害したと宣告した。これを聞いた司馬乂は自身が騙されていた事に気づき、弓矢を捨て涙を流して「楚王（司馬瑋）は詔を受けたと称していた。故に我はこれに従ったのだ。それなのに、これが偽詔だったというのか」と悲嘆したという。同月中に司馬瑋が誅殺されると、司馬乂もまた彼の同母弟であった事から常山王に降格となり、封国である常山に赴任した。

### 三王に協力
永康2年（301年）1月、趙王司馬倫が帝位を簒奪すると、3月に斉王司馬冏・河間王司馬顒・成都王司馬穎が対抗して司馬倫討伐の兵を挙げた。司馬乂もまた常山国の軍隊を統率して司馬冏らに呼応し、趙国へ軍を進めた。房子県令は城を固守して司馬乂軍に抵抗したが、司馬乂はこれを破ってその首級を挙げた。さらに進軍を続けて太原内史劉暾と合流すると、共に洛陽へ侵攻中である司馬穎の後援となった。この時、常山内史程恢は密かに謀反を目論んでいたが、司馬乂は鄴都まで到達した時にこれを察知し、先んじて程恢と彼の子5人を誅殺した。やがて討伐軍は勝利し、司馬乂は無事に洛陽に到達した。その後撫軍大将軍・領左軍将軍・驃騎将軍等の官職を歴任し、また元の長沙王に改封された。
司馬倫の処刑後は、司馬冏が朝政を主導するようになった。主簿王豹は司馬冏に手紙を送り、諸侯をそれぞれの封国に帰らせ、司馬穎・司馬冏の二人で天下を分けあうよう進言すると、司馬冏は王豹の意見に賛成した。だが、これを知った司馬乂は怒って司馬冏へ「小子（王豹）が骨肉（司馬一族）を離間させようとしている。処刑するべきだ」と訴え、司馬冏は王豹を逮捕して誅殺した。やがて司馬冏は権力を自分一人の下に集約して専横を振るうようになり、この頃司馬乂は司馬穎と共に先帝の陵墓へ拝した際、司馬穎に対し「この天下は先帝（司馬炎）が基業を創始したものだ。汝（司馬穎）はしっかりとこれを守らねばならぬ」と述べ、暗に司馬冏の専横を批判した。

### 司馬冏誅殺
永寧2年（302年）、司馬冏の専横に不満を抱いた河間王司馬顒は、本拠地長安にて司馬冏打倒の檄文を発布し、各地の諸王と合流すると称して、洛陽城内にいた司馬乂には先んじて挙兵を促した。これは側近の李含の提言によるものであり、兵数で劣る司馬乂が司馬冏が破れる事を見越してのもので、それに乗じて司馬冏を打倒し朝政を壟断するという展望を描いていた。かくして司馬乂はこの呼び掛けに呼応し、側近の百人余りを伴って皇宮へ急行した。到着すると宮門を全て閉鎖し、兵士らを率いて司馬冏府の焼き討ちを実行した。司馬冏と司馬乂は宮中にて互いに相手方の罪を訴えて決起を呼び掛け、これにより城内では大量の矢が飛び交い、あちこちで炎が上がったという。百官は消火に励んだが、その過程で命を落とす者も続出した。
両者は三日間に渡って戦い続けたが、最終的には司馬冏の側についていた大司馬長史趙淵が寝返りを起こし、司馬冏を捕らえて投降した事で戦闘は終結した。司馬乂が恵帝の前に司馬冏を差し出すと、恵帝はこれを助命しようとしたが、司馬乂は近臣を叱責して司馬冏を連れ出し、閶闔門外で処刑した。司馬冏の首は六軍に示され、司馬冏に協力した者達もまた三族を誅滅され、死者は二千人を超えた。

### 司馬穎・司馬顒との対立
司馬乂はこの後も朝廷に留まったが、好き勝手に朝政を専断する事は無く、政務については全て鄴にいた成都王司馬穎に報告して裁決を任せた。だが、司馬穎は司馬冏打倒の決起への参加の功を誇って驕奢に耽ったので、司馬冏の時代以上に政治が混乱するようになった。さらに司馬穎は権力の独占を画策していたので、司馬乂が朝廷に留まっている事を疎ましく思った。また先の決起の首謀者であった司馬顒は、事前の予想を覆しての司馬乂の勝利により、上述の司馬乂を捨て駒とし朝政を壟断する目論見が果たされなかったため、これに不満を抱いた。
さらに7月になると司馬顒配下の李含と、司馬乂の参軍皇甫商およびその兄の皇甫重が対立し、これが両陣営の軍事衝突にまで発展するに至り、司馬乂はついに李舎を処刑してしまった。これを知った司馬顒はこの一件を口実に司馬乂討伐の兵を挙げ、さらに司馬穎との共同での上書を行い「司馬乂の論功は不公平であり、右僕射羊玄之・左将軍皇甫商と共に朝政を専断し、忠良の臣（李含ら）を殺害しました。羊玄之と皇甫商を誅殺し、司馬乂を封国に還らせるべきです」と述べた。これに対して恵帝は詔を発し「司馬顒は独断で大軍を動員し、京都（洛陽）を侵そうとしている。朕は自ら六軍を率いて姦逆の臣を誅殺する」と述べた。司馬乂は太尉・大都督・中外諸軍事に任じられ、両名の討伐を命じられた。

### 内戦
司馬顒は部下の張方を都督に任じ、精兵7万を与えて函谷関から洛陽に向かわせた。司馬穎は自ら兵を率いて朝歌に駐軍すると、平原内史陸機を前将軍・前鋒都督に任じ、北中郎将王粋・冠軍将軍牽秀・中護軍石超と20万余りの兵を与えて洛陽を攻めさせた。対する司馬乂は皇甫商に1万余りの兵を率いさせて宜陽で張方を防がせたが、敗れ去った。司馬穎軍の石超が恵帝のいる緱氏に逼迫すると、恵帝は洛陽の宮殿に退却し、司馬乂は進軍してきた牽秀を東陽門外で破った。
司馬穎は将軍馬咸を派遣して陸機軍を援護させると、司馬乂は恵帝を奉じて建春門で陸機と激突した。司馬乂は司馬王瑚に数千騎を与え、馬に戟を着けて馬咸の陣営に突撃させ大勝利を収めた。馬咸は王瑚に捕らえられて殺され、陸機は撤退後宦官の孟玖らからの讒言を受けて処刑された。司馬乂はさらに恵帝を奉じて張方を攻撃すると、張方の兵は皇帝の輿を見て恐れを為して逃走した。これにより張方は大敗を喫し、五千人余りが殺された。張方は十三里橋まで撤退し、秘かに洛陽西七里の場所に砦を築いた。11月、張方が洛陽城外に砦を築いたと知り、これを攻撃したが落とす事は出来なかった。司馬穎軍は再び洛陽に迫ったが、司馬乂はこれを幾度も破った。
朝廷内では、司馬乂と司馬穎は兄弟であった事から、朝廷では両者に和解する説得させる案が持ち上がった。中書令王衍・光禄勲石陋は司馬穎の下に赴いて説得を試み、全国を二分して統治するよう提案したが、司馬穎は同意しなかった。司馬乂もまた司馬穎に手紙を書いて和解を求めたが、司馬穎は「皇甫商らの首を斬れば兵を率いて鄴に帰る」と返事を送ると、司馬乂もまたこれを拒絶した。司馬乂は皇甫商と雍州刺史の劉沈に進軍を命じたが、皇甫商は恨みを持たれていた親族の密告により、司馬顒の軍により捕えられて殺害されてしまった。また司馬乂の部下であった尚書令楽広の娘が成都王司馬穎の妃となると、これを知った司馬乂は楽広が司馬穎に内通しているのではないかと疑い、楽広は憂死した。

### 最期
永安元年（304年）1月、司馬乂は司馬穎に連勝し、6・7万人を討ち取るか捕縛した。合戦は長期に渡ったので城内は食糧が欠乏したが、司馬乂は人望があって恵帝に対する礼を失したことは一度も無かったため、士卒の心が離れることは無く、みな死に物狂いで奮戦した。張方は洛陽攻略は不可能と判断し、諦めて長安に退却しようと考えるようになった。しかし東海王司馬越は洛陽城内の食糧状況から司馬乂には勝ち目がないと判断し、夜中に左衛将軍朱黙・殿中諸将と共に政変を起こし、司馬乂を捕えた上でこの事を恵帝に知らせ、司馬乂の官を免じて金墉城に幽閉し洛陽の城門を開いてしまった。
その後朝廷軍の将兵たちは、張方の軍が疲労し士気が下がっていたことを知ると、この事を非常に後悔し、司馬乂を救出して改めて司馬穎・司馬顒への抵抗を継続しようと試みた。これを恐れた司馬越は早急に司馬乂を殺して将兵を諦めさせようと思い、張方と連絡して翌日のうちに金墉城から司馬乂を連れ出させると、自身の陣営にて焼き殺した。司馬乂が無実を訴えて叫ぶ声は周囲に響き渡り、張方の軍の将兵ですら涙を流さない者はなかったという。享年28であった。
司馬乂はすぐに城の東に埋葬され、彼の配下は禍を恐れて誰も葬送する事が出来なかった。ただ、かつて掾属であった劉祐だけが彼を送葬した。喪車を伴って歩くと、激しく泣き叫んだので周囲の人は心を痛めた。張方は劉祐を義士であるとし、一切罪には問わなかった。

## 評価
司馬乂は身長が七尺五寸あり、明朗で果断であった。また、才知は常人を超越しており、賢士に対しては偏見を持たずに腰を低く接し、名望・声誉は大変高かった。また、朝廷の第一人者となった後も、決して恵帝を蔑ろにする事は無かった。八王はみな国家衰退の元凶として『晋書』では槍玉に挙げられているが、司馬乂だけは国家の忠臣であるとしてその生き様を称賛されている。

## 逸話
司馬乂が権力を握った時、洛陽城下では「草木が萌芽する頃に長沙は殺される」という謡があった。司馬乂は長沙王であり、春を迎え始める頃（旧暦の1月末日）に殺害されている。この謡の通りであったという。

## 宗室
- 『晋書』本紀巻1～10、列伝巻7・8・29・44・68・69による
- 太字は皇帝（追贈含む）、数字は即位順。
- 灰網掛けは八王の乱にて殺害された人物。

|                 |                 |                 |                 |                 |                 |  |  |                 |                 |                 |                 |                 |                 |  |  |                 |                 |                 |                 |                 |                 |  |  |               |               |               |               |               |               |  |  | 舞陽侯 司馬防 |               |               |               |               |               |  |  |               |               |               |               |               |               |  |  |                |                |                |                |                |                |  |  |                |                |                |                |                |                |  |  |                 |                 |                 |                 |                 |                 |  |  |               |               |               |               |               |               |  |  |  |  |  |  |  |  |  |  |  |  |  |  |  |  |  |  |  |  |  |  |  |  |  |  |  |  |  |  |  |  |  |  |  |  |  |  |  |  |  |  |  |  |  |  |  |  |  |  |
|                 |                 |                 |                 |                 |                 |  |  |                 |                 |                 |                 |                 |                 |  |  |                 |                 |                 |                 |                 |                 |  |  |               |               |               |               |               |               |  |  |               |               |               |               |               |               |  |  |               |               |               |               |               |               |  |  |                |                |                |                |                |                |  |  |                |                |                |                |                |                |  |  |                 |                 |                 |                 |                 |                 |  |  |               |               |               |               |               |               |  |  |  |  |  |  |  |  |  |  |  |  |  |  |  |  |  |  |  |  |  |  |  |  |  |  |  |  |  |  |  |  |  |  |  |  |  |  |  |  |  |  |  |  |  |  |  |  |  |  |
|                 |                 |                 |                 |                 |                 |  |  |                 |                 |                 |                 |                 |                 |  |  |                 |                 |                 |                 |                 |                 |  |  |               |               |               |               |               |               |  |  |               |               |               |               |               |               |  |  |               |               |               |               |               |               |  |  |                |                |                |                |                |                |  |  |                |                |                |                |                |                |  |  |                 |                 |                 |                 |                 |                 |  |  |               |               |               |               |               |               |  |  |  |  |  |  |  |  |  |  |  |  |  |  |  |  |  |  |  |  |  |  |  |  |  |  |  |  |  |  |  |  |  |  |  |  |  |  |  |  |  |  |  |  |  |  |  |  |  |  |
|                 |                 |                 |                 |                 |                 |  |  |                 |                 |                 |                 |                 |                 |  |  | (追)宣帝 司馬懿 | (追)宣帝 司馬懿 | (追)宣帝 司馬懿 | (追)宣帝 司馬懿 | (追)宣帝 司馬懿 | (追)宣帝 司馬懿 |  |  |               |               |               |               |               |               |  |  |               |               |               |               |               |               |  |  |               |               |               |               |               |               |  |  | 安平王 司馬孚  | 安平王 司馬孚  | 安平王 司馬孚  | 安平王 司馬孚  | 安平王 司馬孚  | 安平王 司馬孚  |  |  |                |                |                |                |                |                |  |  | 東武城侯 司馬馗 | 東武城侯 司馬馗 | 東武城侯 司馬馗 | 東武城侯 司馬馗 | 東武城侯 司馬馗 | 東武城侯 司馬馗 |  |  |               |               |               |               |               |               |  |  |  |  |  |  |  |  |  |  |  |  |  |  |  |  |  |  |  |  |  |  |  |  |  |  |  |  |  |  |  |  |  |  |  |  |  |  |  |  |  |  |  |  |  |  |  |  |  |  |
|                 |                 |                 |                 |                 |                 |  |  |                 |                 |                 |                 |                 |                 |  |  | (追)宣帝 司馬懿 | (追)宣帝 司馬懿 | (追)宣帝 司馬懿 | (追)宣帝 司馬懿 | (追)宣帝 司馬懿 | (追)宣帝 司馬懿 |  |  |               |               |               |               |               |               |  |  |               |               |               |               |               |               |  |  |               |               |               |               |               |               |  |  | 安平王 司馬孚  | 安平王 司馬孚  | 安平王 司馬孚  | 安平王 司馬孚  | 安平王 司馬孚  | 安平王 司馬孚  |  |  |                |                |                |                |                |                |  |  | 東武城侯 司馬馗 | 東武城侯 司馬馗 | 東武城侯 司馬馗 | 東武城侯 司馬馗 | 東武城侯 司馬馗 | 東武城侯 司馬馗 |  |  |               |               |               |               |               |               |  |  |  |  |  |  |  |  |  |  |  |  |  |  |  |  |  |  |  |  |  |  |  |  |  |  |  |  |  |  |  |  |  |  |  |  |  |  |  |  |  |  |  |  |  |  |  |  |  |  |
|                 |                 |                 |                 |                 |                 |  |  |                 |                 |                 |                 |                 |                 |  |  |                 |                 |                 |                 |                 |                 |  |  |               |               |               |               |               |               |  |  |               |               |               |               |               |               |  |  |               |               |               |               |               |               |  |  |                |                |                |                |                |                |  |  |                |                |                |                |                |                |  |  |                 |                 |                 |                 |                 |                 |  |  |               |               |               |               |               |               |  |  |  |  |  |  |  |  |  |  |  |  |  |  |  |  |  |  |  |  |  |  |  |  |  |  |  |  |  |  |  |  |  |  |  |  |  |  |  |  |  |  |  |  |  |  |  |  |  |  |
| (追)景帝 司馬師 | (追)景帝 司馬師 | (追)景帝 司馬師 | (追)景帝 司馬師 | (追)景帝 司馬師 | (追)景帝 司馬師 |  |  | (追)文帝 司馬昭 | (追)文帝 司馬昭 | (追)文帝 司馬昭 | (追)文帝 司馬昭 | (追)文帝 司馬昭 | (追)文帝 司馬昭 |  |  | 汝南王 司馬亮   | 汝南王 司馬亮   | 汝南王 司馬亮   | 汝南王 司馬亮   | 汝南王 司馬亮   | 汝南王 司馬亮   |  |  | 琅邪王 司馬伷 | 琅邪王 司馬伷 | 琅邪王 司馬伷 | 琅邪王 司馬伷 | 琅邪王 司馬伷 | 琅邪王 司馬伷 |  |  | 梁王 司馬肜   | 梁王 司馬肜   | 梁王 司馬肜   | 梁王 司馬肜   | 梁王 司馬肜   | 梁王 司馬肜   |  |  | 趙王 司馬倫   | 趙王 司馬倫   | 趙王 司馬倫   | 趙王 司馬倫   | 趙王 司馬倫   | 趙王 司馬倫   |  |  | 太原王 司馬瓌  | 太原王 司馬瓌  | 太原王 司馬瓌  | 太原王 司馬瓌  | 太原王 司馬瓌  | 太原王 司馬瓌  |  |  |                |                |                |                |                |                |  |  | 高密王 司馬泰   | 高密王 司馬泰   | 高密王 司馬泰   | 高密王 司馬泰   | 高密王 司馬泰   | 高密王 司馬泰   |  |  |               |               |               |               |               |               |  |  |  |  |  |  |  |  |  |  |  |  |  |  |  |  |  |  |  |  |  |  |  |  |  |  |  |  |  |  |  |  |  |  |  |  |  |  |  |  |  |  |  |  |  |  |  |  |  |  |
| (追)景帝 司馬師 | (追)景帝 司馬師 | (追)景帝 司馬師 | (追)景帝 司馬師 | (追)景帝 司馬師 | (追)景帝 司馬師 |  |  | (追)文帝 司馬昭 | (追)文帝 司馬昭 | (追)文帝 司馬昭 | (追)文帝 司馬昭 | (追)文帝 司馬昭 | (追)文帝 司馬昭 |  |  | 汝南王 司馬亮   | 汝南王 司馬亮   | 汝南王 司馬亮   | 汝南王 司馬亮   | 汝南王 司馬亮   | 汝南王 司馬亮   |  |  | 琅邪王 司馬伷 | 琅邪王 司馬伷 | 琅邪王 司馬伷 | 琅邪王 司馬伷 | 琅邪王 司馬伷 | 琅邪王 司馬伷 |  |  | 梁王 司馬肜   | 梁王 司馬肜   | 梁王 司馬肜   | 梁王 司馬肜   | 梁王 司馬肜   | 梁王 司馬肜   |  |  | 趙王 司馬倫   | 趙王 司馬倫   | 趙王 司馬倫   | 趙王 司馬倫   | 趙王 司馬倫   | 趙王 司馬倫   |  |  | 太原王 司馬瓌  | 太原王 司馬瓌  | 太原王 司馬瓌  | 太原王 司馬瓌  | 太原王 司馬瓌  | 太原王 司馬瓌  |  |  |                |                |                |                |                |                |  |  | 高密王 司馬泰   | 高密王 司馬泰   | 高密王 司馬泰   | 高密王 司馬泰   | 高密王 司馬泰   | 高密王 司馬泰   |  |  |               |               |               |               |               |               |  |  |  |  |  |  |  |  |  |  |  |  |  |  |  |  |  |  |  |  |  |  |  |  |  |  |  |  |  |  |  |  |  |  |  |  |  |  |  |  |  |  |  |  |  |  |  |  |  |  |
|                 |                 |                 |                 |                 |                 |  |  |                 |                 |                 |                 |                 |                 |  |  |                 |                 |                 |                 |                 |                 |  |  |               |               |               |               |               |               |  |  |               |               |               |               |               |               |  |  |               |               |               |               |               |               |  |  |                |                |                |                |                |                |  |  |                |                |                |                |                |                |  |  |                 |                 |                 |                 |                 |                 |  |  |               |               |               |               |               |               |  |  |  |  |  |  |  |  |  |  |  |  |  |  |  |  |  |  |  |  |  |  |  |  |  |  |  |  |  |  |  |  |  |  |  |  |  |  |  |  |  |  |  |  |  |  |  |  |  |  |
| 斉王 司馬攸     | 斉王 司馬攸     | 斉王 司馬攸     | 斉王 司馬攸     | 斉王 司馬攸     | 斉王 司馬攸     |  |  | (1)武帝 司馬炎  | (1)武帝 司馬炎  | (1)武帝 司馬炎  | (1)武帝 司馬炎  | (1)武帝 司馬炎  | (1)武帝 司馬炎  |  |  |                 |                 |                 |                 |                 |                 |  |  | 琅邪王 司馬覲 | 琅邪王 司馬覲 | 琅邪王 司馬覲 | 琅邪王 司馬覲 | 琅邪王 司馬覲 | 琅邪王 司馬覲 |  |  |               |               |               |               |               |               |  |  |               |               |               |               |               |               |  |  | 河間王 司馬顒  | 河間王 司馬顒  | 河間王 司馬顒  | 河間王 司馬顒  | 河間王 司馬顒  | 河間王 司馬顒  |  |  | 東海王 司馬越  | 東海王 司馬越  | 東海王 司馬越  | 東海王 司馬越  | 東海王 司馬越  | 東海王 司馬越  |  |  | 新蔡王 司馬騰   | 新蔡王 司馬騰   | 新蔡王 司馬騰   | 新蔡王 司馬騰   | 新蔡王 司馬騰   | 新蔡王 司馬騰   |  |  | 南陽王 司馬模 | 南陽王 司馬模 | 南陽王 司馬模 | 南陽王 司馬模 | 南陽王 司馬模 | 南陽王 司馬模 |  |  |  |  |  |  |  |  |  |  |  |  |  |  |  |  |  |  |  |  |  |  |  |  |  |  |  |  |  |  |  |  |  |  |  |  |  |  |  |  |  |  |  |  |  |  |  |  |  |  |
| 斉王 司馬攸     | 斉王 司馬攸     | 斉王 司馬攸     | 斉王 司馬攸     | 斉王 司馬攸     | 斉王 司馬攸     |  |  | (1)武帝 司馬炎  | (1)武帝 司馬炎  | (1)武帝 司馬炎  | (1)武帝 司馬炎  | (1)武帝 司馬炎  | (1)武帝 司馬炎  |  |  |                 |                 |                 |                 |                 |                 |  |  | 琅邪王 司馬覲 | 琅邪王 司馬覲 | 琅邪王 司馬覲 | 琅邪王 司馬覲 | 琅邪王 司馬覲 | 琅邪王 司馬覲 |  |  |               |               |               |               |               |               |  |  |               |               |               |               |               |               |  |  | 河間王 司馬顒  | 河間王 司馬顒  | 河間王 司馬顒  | 河間王 司馬顒  | 河間王 司馬顒  | 河間王 司馬顒  |  |  | 東海王 司馬越  | 東海王 司馬越  | 東海王 司馬越  | 東海王 司馬越  | 東海王 司馬越  | 東海王 司馬越  |  |  | 新蔡王 司馬騰   | 新蔡王 司馬騰   | 新蔡王 司馬騰   | 新蔡王 司馬騰   | 新蔡王 司馬騰   | 新蔡王 司馬騰   |  |  | 南陽王 司馬模 | 南陽王 司馬模 | 南陽王 司馬模 | 南陽王 司馬模 | 南陽王 司馬模 | 南陽王 司馬模 |  |  |  |  |  |  |  |  |  |  |  |  |  |  |  |  |  |  |  |  |  |  |  |  |  |  |  |  |  |  |  |  |  |  |  |  |  |  |  |  |  |  |  |  |  |  |  |  |  |  |
|                 |                 |                 |                 |                 |                 |  |  |                 |                 |                 |                 |                 |                 |  |  |                 |                 |                 |                 |                 |                 |  |  |               |               |               |               |               |               |  |  |               |               |               |               |               |               |  |  |               |               |               |               |               |               |  |  |                |                |                |                |                |                |  |  |                |                |                |                |                |                |  |  |                 |                 |                 |                 |                 |                 |  |  |               |               |               |               |               |               |  |  |  |  |  |  |  |  |  |  |  |  |  |  |  |  |  |  |  |  |  |  |  |  |  |  |  |  |  |  |  |  |  |  |  |  |  |  |  |  |  |  |  |  |  |  |  |  |  |  |
| 斉王 司馬冏     | 斉王 司馬冏     | 斉王 司馬冏     | 斉王 司馬冏     | 斉王 司馬冏     | 斉王 司馬冏     |  |  | (2)恵帝 司馬衷  | (2)恵帝 司馬衷  | (2)恵帝 司馬衷  | (2)恵帝 司馬衷  | (2)恵帝 司馬衷  | (2)恵帝 司馬衷  |  |  | 楚王 司馬瑋     | 楚王 司馬瑋     | 楚王 司馬瑋     | 楚王 司馬瑋     | 楚王 司馬瑋     | 楚王 司馬瑋     |  |  | 淮南王 司馬允 | 淮南王 司馬允 | 淮南王 司馬允 | 淮南王 司馬允 | 淮南王 司馬允 | 淮南王 司馬允 |  |  | 長沙王 司馬乂 | 長沙王 司馬乂 | 長沙王 司馬乂 | 長沙王 司馬乂 | 長沙王 司馬乂 | 長沙王 司馬乂 |  |  | 成都王 司馬穎 | 成都王 司馬穎 | 成都王 司馬穎 | 成都王 司馬穎 | 成都王 司馬穎 | 成都王 司馬穎 |  |  | (3)懐帝 司馬熾 | (3)懐帝 司馬熾 | (3)懐帝 司馬熾 | (3)懐帝 司馬熾 | (3)懐帝 司馬熾 | (3)懐帝 司馬熾 |  |  | 呉王 司馬晏    | 呉王 司馬晏    | 呉王 司馬晏    | 呉王 司馬晏    | 呉王 司馬晏    | 呉王 司馬晏    |  |  |                 |                 |                 |                 |                 |                 |  |  | 南陽王 司馬保 | 南陽王 司馬保 | 南陽王 司馬保 | 南陽王 司馬保 | 南陽王 司馬保 | 南陽王 司馬保 |  |  |  |  |  |  |  |  |  |  |  |  |  |  |  |  |  |  |  |  |  |  |  |  |  |  |  |  |  |  |  |  |  |  |  |  |  |  |  |  |  |  |  |  |  |  |  |  |  |  |
| 斉王 司馬冏     | 斉王 司馬冏     | 斉王 司馬冏     | 斉王 司馬冏     | 斉王 司馬冏     | 斉王 司馬冏     |  |  | (2)恵帝 司馬衷  | (2)恵帝 司馬衷  | (2)恵帝 司馬衷  | (2)恵帝 司馬衷  | (2)恵帝 司馬衷  | (2)恵帝 司馬衷  |  |  | 楚王 司馬瑋     | 楚王 司馬瑋     | 楚王 司馬瑋     | 楚王 司馬瑋     | 楚王 司馬瑋     | 楚王 司馬瑋     |  |  | 淮南王 司馬允 | 淮南王 司馬允 | 淮南王 司馬允 | 淮南王 司馬允 | 淮南王 司馬允 | 淮南王 司馬允 |  |  | 長沙王 司馬乂 | 長沙王 司馬乂 | 長沙王 司馬乂 | 長沙王 司馬乂 | 長沙王 司馬乂 | 長沙王 司馬乂 |  |  | 成都王 司馬穎 | 成都王 司馬穎 | 成都王 司馬穎 | 成都王 司馬穎 | 成都王 司馬穎 | 成都王 司馬穎 |  |  | (3)懐帝 司馬熾 | (3)懐帝 司馬熾 | (3)懐帝 司馬熾 | (3)懐帝 司馬熾 | (3)懐帝 司馬熾 | (3)懐帝 司馬熾 |  |  | 呉王 司馬晏    | 呉王 司馬晏    | 呉王 司馬晏    | 呉王 司馬晏    | 呉王 司馬晏    | 呉王 司馬晏    |  |  |                 |                 |                 |                 |                 |                 |  |  | 南陽王 司馬保 | 南陽王 司馬保 | 南陽王 司馬保 | 南陽王 司馬保 | 南陽王 司馬保 | 南陽王 司馬保 |  |  |  |  |  |  |  |  |  |  |  |  |  |  |  |  |  |  |  |  |  |  |  |  |  |  |  |  |  |  |  |  |  |  |  |  |  |  |  |  |  |  |  |  |  |  |  |  |  |  |
|                 |                 |                 |                 |                 |                 |  |  | 愍懐太子 司馬遹 | 愍懐太子 司馬遹 | 愍懐太子 司馬遹 | 愍懐太子 司馬遹 | 愍懐太子 司馬遹 | 愍懐太子 司馬遹 |  |  |                 |                 |                 |                 |                 |                 |  |  |               |               |               |               |               |               |  |  |               |               |               |               |               |               |  |  |               |               |               |               |               |               |  |  |                |                |                |                |                |                |  |  | (4)愍帝 司馬鄴 | (4)愍帝 司馬鄴 | (4)愍帝 司馬鄴 | (4)愍帝 司馬鄴 | (4)愍帝 司馬鄴 | (4)愍帝 司馬鄴 |  |  |                 |                 |                 |                 |                 |                 |  |  |               |               |               |               |               |               |  |  |  |  |  |  |  |  |  |  |  |  |  |  |  |  |  |  |  |  |  |  |  |  |  |  |  |  |  |  |  |  |  |  |  |  |  |  |  |  |  |  |  |  |  |  |  |  |  |  |

### 子
- 長沙王司馬碩
- 臨淮王司馬尟